# Луминале

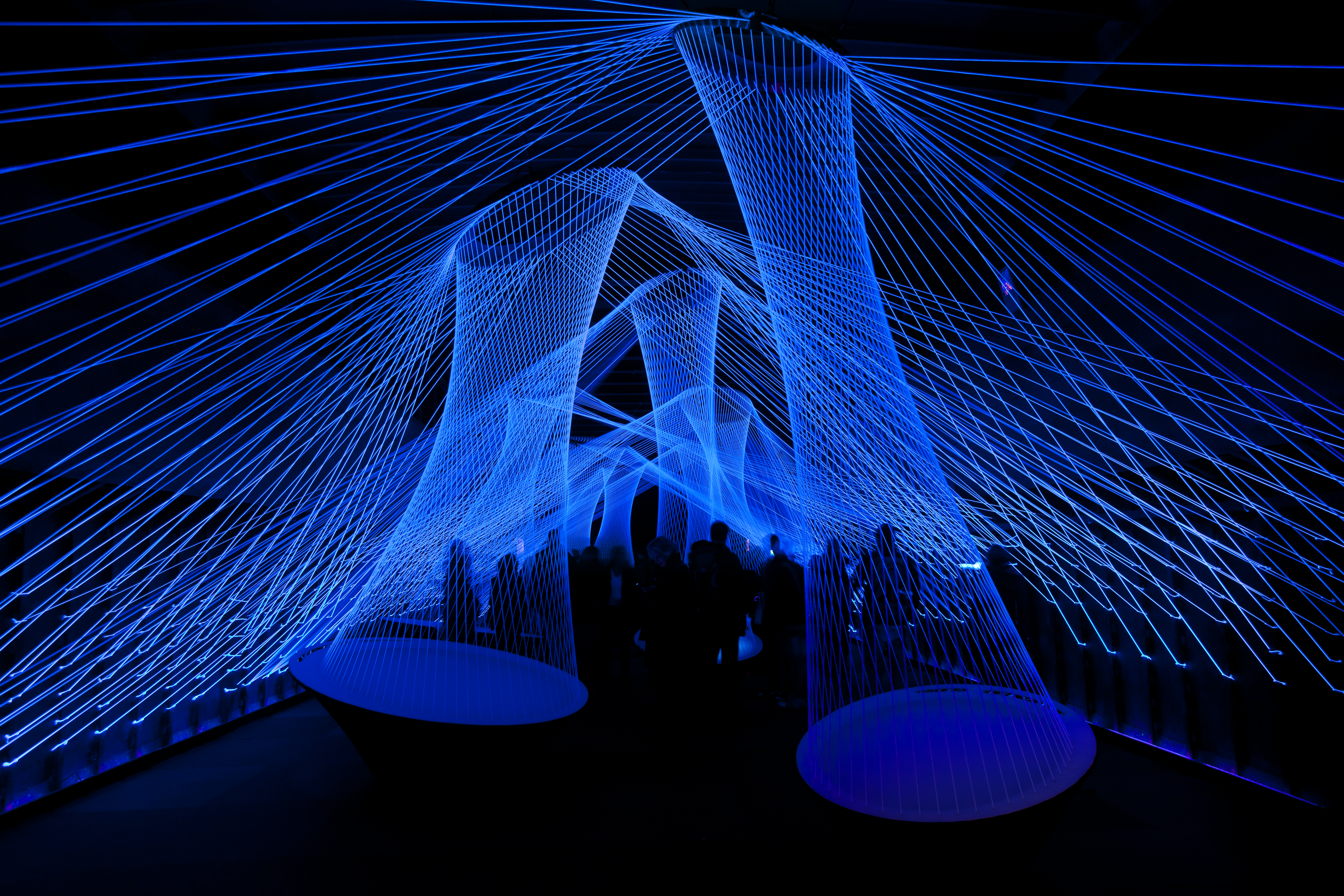
Праздник в 2012 году.

Луминале — «праздник света», культурный фестиваль, который с 2000 года раз в два года проводится в немецком городе Франкфурт-на-Майне.
Фестиваль всегда проводится параллельно с Light+Building, международной выставкой освещения и осветительных технологий. Во время проведения фестиваля в государственных и частных зданиях, а также в публичных местах города выставляются световые инсталляции. В четвёртом фестивале, проводившемся в апреле 2008 года, приняло участие более 100000 человек, а сам он впервые проводился не только во Франкфурте-на-Майне, но и в Ашаффенбурге в Баварии и долине Среднего Рейна.